# ديفيد ميدلتون
ديفيد ميدلتون (13 أكتوبر 1965 في المملكة المتحدة - ) (بالإنجليزية: David Middleton)‏ هو لاعب كريكت بريطاني.